# Карл Сигизмунд Кунт
Карл Сигизмунд Кунт (нім. Karl Sigismund Kunth; 18 червня 1788 — 22 березня 1850) — німецький ботанік. Скорочення імені ботанічного автора H.B.K. (Humboldt, Bonpland & Kunth) також позначає Кунта.

## Біографія
Карл Кунт народився у Лейпцигу 18 червня 1788 року. У 1806 році Кунт став клерком купця у Берліні. Після зустрічі із Александром фон Гумбольдтом, який допоміг йому відвідувати лекції у Берлінському університеті, Кунт зацікавився ботанікою. З 1813 до 1819 року Кунт працював помічником Гумбольдта у Парижі, займався класифікацією рослин, які були зібрані Гумбольдтом та Еме Бонпланом під час їхньої подорожі по Північній та Південній Америці.
У 1820 році Кунт повернувся у Берлін та став професором ботаніки у Берлінському університеті, а також віце-президентом ботанічного саду. У 1829 році він був обраний членом Академії наук Берліна.
У 1829 році він відплив до Південної Америки та протягом трьох років відвідав Чилі, Перу, Бразилію, Венесуелу, Центральну Америку та Вест-Індію.
Після його смерті у 1850 році, прусський уряд придбав його ботанічну колекцію, яка згодом ввійшла до складу королівського гербарію у Берліні.

## Наукові праці
- Nova genera et species plantarum quas in peregrinatione ad plagam aequinoctialem orbis novi collegerunt Bonpland et Humboldt (7 vols., Paris, 1815—1825)on Botanicus [Архівовано 27 жовтня 2014 у Wayback Machine.]
- Les mimosees et autres plantes legumineuses du nouveau continent (1819)
- Synopsis plantarum quas in itinere ad plagain aequinoctialem orbis novi collegerunt Humboldt et Bonpland (1822–3)
- Les graminees de l'Amerique du Sud (2 vols., 1825—1833)
- Handbuch der Botanik (Berlin, 1831)
- Enumeratio Plantarum Omnium Hucusque Cognitarum, Secundum Familias Naturales Disposita, Adjects Characteribus, Differentiis et Synonymis. Stutgardiae et Tubingae: Sumtibus J. G. Cottae. 1843.
- Lehrbuch der Botanik (1847)
- Les melastomees et autres plantes legumineuses de l'Amerique du Sud (1847—1852)